# マーティン・リーチ
マーティン・リーチ（Martin Leach、1957年 - 2016年11月1日）は、イギリス出身の実業家。

## 経歴
5歳のときから自動車に興味を持ち始め、12歳のころより、レーシングカートに参戦、ヨーロッパチャンピオンを獲得している。
大学で自動車工学、経営学を学んだ後、1994年に 米国フォードに入社。1996年にはフォード傘下となったマツダに異動、商品開発本部長を務めた。その際にフォードの上層部が告げたロータリーエンジン開発の中止に対し、試作エンジンを搭載した車に自ら試乗して好感触を得、上層部に開発継続を進言している。
2000年にはフォードのヨーロッパ部門の社長に就任し、数々のフォード･グループの企業や他の自動車メーカと関わりを持った。また当時 F1部門として活動していたジャガー・レーシングの支援やカスタマーエンジンの供給などに関わっている。
2004年にフォード･グループを離れ、フェラーリ傘下のマセラティのCEOに就任。
2005年に、自動車関連のコンサルティング会社としてマグマ･グループを設立。元アロウズの施設を所有していたメナード・エンジニアリングを買収し、その施設を借りて活動していたスーパーアグリF1と関わりを持ち始める。
2008年には、今後の資金調達を目的としていた、スーパーアグリF1の株をドバイの国営投資会社ドバイ･インターナショナル･キャピタル（DIC）の投資資金を活用して取得し、傘下に収める基本合意に達した。同チームのオーナーである鈴木亜久里のチーム代表職を存続するほか、ドライバーである佐藤琢磨の継続起用、ホンダとのパートナーシップを継続したうえで、シャシー開発用の施設、人材の確保、さらにチーム活動の資金などで支援を行う予定であった。しかし、前述のDICが資金投入を白紙撤回したことにより基本合意は破談となり、資金的に窮地に陥ったスーパーアグリは2008年5月6日にF1からの即時撤退を表明する結果となってしまった。
2015年には中国の新興電気自動車メーカー、ネクストEVの社長に就任。同社のフォーミュラEチームの代表も務めていたが、2016年11月1日、癌で死去した事が発表された。59歳没。